# Niclas Fasth
Niclas Fasth (født 29. april 1972 i Göteborg, Sverige) er en svensk golfspiller, der (pr. september 2010) står noteret for tolv sejre gennem sin professionelle karriere. Hans bedste resultat i en Major-turnering er en 2. plads, som han opnåede ved British Open i 2001, kun besejret af amerikaneren David Duval.
Fasth har en enkelt gang, i 2003, repræsenteret det europæiske hold ved Ryder Cup. 